# Miguel Llanes Hurtado
Miguel Llanes Hurtado (Don Benito, 5 d'octubre de 1978) és un jugador d'escacs espanyol, que té el títol de Gran Mestre des de 2008. Llicenciat en física i enginyer de materials, fou el primer Gran Mestre d'Extremadura.
Tot i que roman inactiu des de 2016, a la llista d'Elo de la FIDE del juliol de 2022, hi tenia un Elo de 2439 punts, cosa que en feia el jugador número 59 de l'estat espanyol. El seu màxim Elo va ser de 2509 punts, a la llista del juliol de 2008, aleshores el 17è entre els jugadors d'escacs espanyols.

## Resultats destacats en competició
L'any 1994 va participar al Campionat del Món júnior sub-16 a Szeged i va debutar a la final del campionat d'Espanya individual. Durant els següents 10 anys, no va aconseguir cap èxit internacional. A la classificació de la FIDE l'1 d'abril de 2004 només tenia 2299 punts (que correspon a la força de joc d'un Mestre de la FIDE), però en només sis mesos va superar la marca dels 2400 punts (rànquing l'1 d'octubre de 2004 - 2431 punts), un assoliment rar. Va aconseguir més èxits el 2005, ocupant el 1r lloc (juntament amb Georgy Timoshenko) a Don Benito i compartint el 2n lloc (després de Manuel Rivas Pastor, juntament amb Juan Mario Gomez Esteban, Salvador Gabriel Del Río Angelis i Jose Luis Fernandez Garcia) al campionat d'Espanya obert. En el segon semestre de 2007, va assolir tres normes de Gran Mestre en només 10 setmanes i l'1 de gener de 2008, després de superar el nivell de 2500 punts, se li va concedir el títol.